# Informe Casement

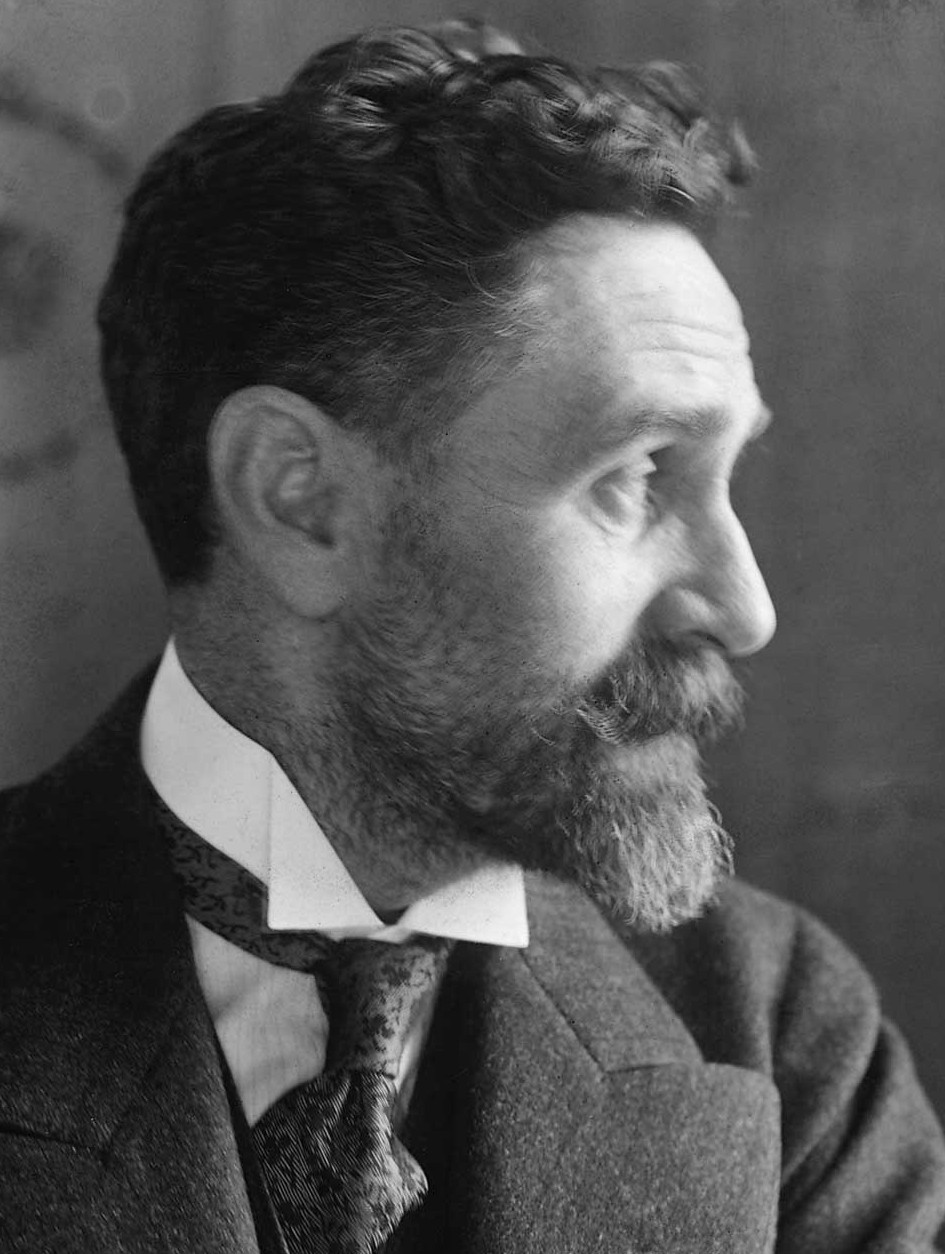
Roger Casement

El Informe Casement fue un documento de 1904 escrito por Roger Casement (1864-1916) -un diplomático y luchador independentista irlandés- en el que se detallaban los abusos en el Estado Libre del Congo, que estaba bajo la propiedad privada del rey Leopoldo II de Bélgica. Este informe fue decisivo para que el rey Leopoldo finalmente renunciara a sus propiedades privadas en África. Leopoldo tenía la propiedad del Estado congoleño desde 1885, que le fue concedida por la Conferencia de Berlín, en la que explotó sus recursos naturales, principalmente el caucho para su propia riqueza privada.

## Preludio: El caso Stokes
A través de cartas interceptadas, el Capitán Hubert-Joseph Lothaire, comandante de las fuerzas del Estado Libre del Congo en la campaña de Ituri, se enteró de que Charles Stokes, nacido en Dublín, se dirigía desde el África oriental alemana para vender armas a los esclavistas de Zanzíbar en la región oriental del Congo. Stokes fue arrestado y llevado al Capitán Lothaire en Lindi, quien inmediatamente formó un consejo de guerra. Stokes fue declarado culpable de vender armas, pólvora y detonadores a los enemigos afro-árabes del Estado Libre del Congo. El 14 de enero de 1895 fue condenado a muerte y ahorcado al día siguiente; izado en un árbol.
Para Lothaire, Charles Stokes no era más que un criminal cuyo ahorcamiento estaba plenamente justificado. Lord Salisbury, el entonces Primer Ministro británico, comentó que si Stokes estaba aliado con el comercio de esclavos árabe, entonces «merecía ser ahorcado». Sir John Kirk, durante años cónsul británico en Zanzíbar, comentó que no era una pérdida para nosotros, aunque era un hombre honesto. La noticia de la ejecución de Stokes fue recibida con indiferencia por el Ministerio de Asuntos Exteriores británico. Cuando el embajador alemán preguntó a Sir Thomas H. Sanderson, Subsecretario de Estado permanente de Asuntos Exteriores, si el gobierno británico tenía previsto dar algún paso en relación con la ejecución de este "conocido personaje", Sanderson escribió: No entiendo del todo por qué los alemanes nos están presionando.
En agosto de 1895, Lionel Decle, periodista del Pall Mall Gazette, llamó la atención de la prensa británica sobre este caso. La prensa comenzó a informar sobre estos acontecimientos con gran detalle, The Daily News enfatizó precipitación sanguinaria, The Times una muerte dolorosa y vergonzosa, The Liverpool Daily Post un horroroso asombro a través de la raza británica, The Daily Telegraph una muerte como un perro, y agregó ¿Nos hemos equivocado todos al creer que el extranjero más audaz -por no hablar de ningún jefe salvaje- se lo pensaría una vez, dos veces y hasta tres veces antes de que pusiera las manos encima de un tema de la Reina Victoria?
Como resultado, el caso se convirtió en un incidente internacional, más conocido como el caso Stokes. Juntos, Gran Bretaña y Alemania presionaron al Estado Libre del Congo para que enjuiciara a Lothaire, lo que finalmente hicieron, y se celebró un primer juicio en la ciudad de Boma. El Estado Libre pagó una indemnización a los británicos  de 150 000 francos y a los alemanes 100 000 francos e hizo imposible por decreto imponer la ley marcial o la pena de muerte a los ciudadanos europeos. El cuerpo de Stokes fue devuelto a su familia.
Lothaire fue absuelto dos veces, la primera en abril de 1896 por un tribunal de Boma. En agosto de 1896, la apelación fue confirmada en Bruselas por la Corte Suprema del Congo, allanando el camino para la rehabilitación de Lothaire.
El caso Stokes movilizó a la opinión pública británica contra el Estado Libre del Congo. También dañó la reputación del rey Leopoldo II de Bélgica como un déspota benévolo, que había cultivado con tanto esfuerzo. El caso ayudó a alentar la fundación de la Asociación para la Reforma del Congo - por Roger Casement - que a su vez presionó al gobierno belga, lo que contribuyó a la anexión del Estado Libre del Congo por parte del Estado belga en 1908.

## Publicidad 1895-1903

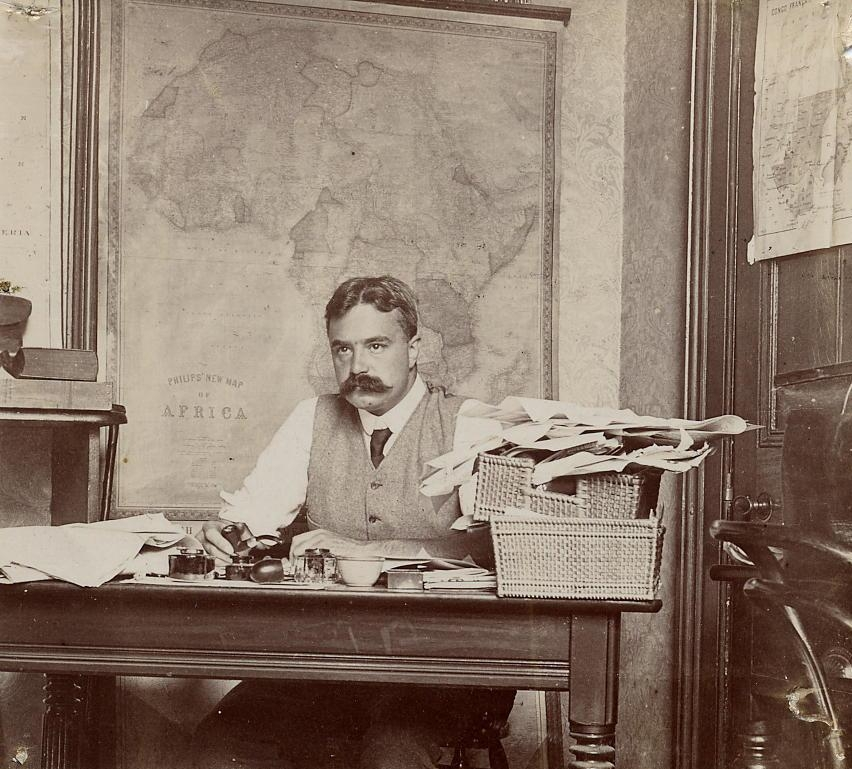
E. D. Morel

Durante muchos años antes del Informe Casement hubo informes del Congo en los que se denunciaban abusos y explotación generalizados de la población nativa. En 1895, la situación fue reportada al Dr. Henry Grattan Guinness (1861-1915), un médico misionero. Había establecido la Misión Congo-Balolo en 1889, y el Rey Leopoldo le prometió acción más tarde en 1895, pero nada cambió. H. R. Fox-Bourne, de la Sociedad de Protección de los Aborígenes, había publicado Civilisation in Congoland en 1903, y el periodista E. D. Morel también escribió varios artículos sobre el comportamiento del gobierno de Leopoldo en el Estado Libre del Congo.
El 20 de mayo de 1903 se debatió en la Cámara de los Comunes británica una moción del liberal Herbert Samuel, que dio lugar a esta resolución:

... Que el Gobierno del Estado Libre del Congo, al haber garantizado desde el principio a las Potencias que sus súbditos nativos debían ser gobernados con humanidad y que no se debía permitir ningún monopolio o privilegio comercial dentro de sus dominios, esta Cámara solicita al Gobierno de Su Majestad que se reuniera con las demás Potencias, signatarias del Acta General de Berlín en virtud de la cual existe el Estado Libre del Congo, a fin de que se adoptaran medidas para mitigar los males que prevalecen en ese Estado.

Posteriormente, el cónsul británico en Boma, en el Congo, el irlandés Roger Casement recibió instrucciones del gobierno de Balfour para investigar. Su informe fue publicado en 1904, confirmó las acusaciones de Morel y tuvo un impacto considerable en la opinión pública.
Casement se reunió y se hizo amigo de Morel justo antes de la publicación de su informe en 1904 y se dio cuenta de que había encontrado el aliado que había buscado. Casement convenció a Morel para que estableciera una organización que se ocupara específicamente de la cuestión del Congo. Con la ayuda de Casement y del Dr. Guinness, estableció y dirigió la Asociación para la Reforma del Congo, que trabajó para poner fin al control de Leopoldo sobre el Estado Libre del Congo. Las filiales de la asociación se establecieron en Estados Unidos.

## El informe Casement

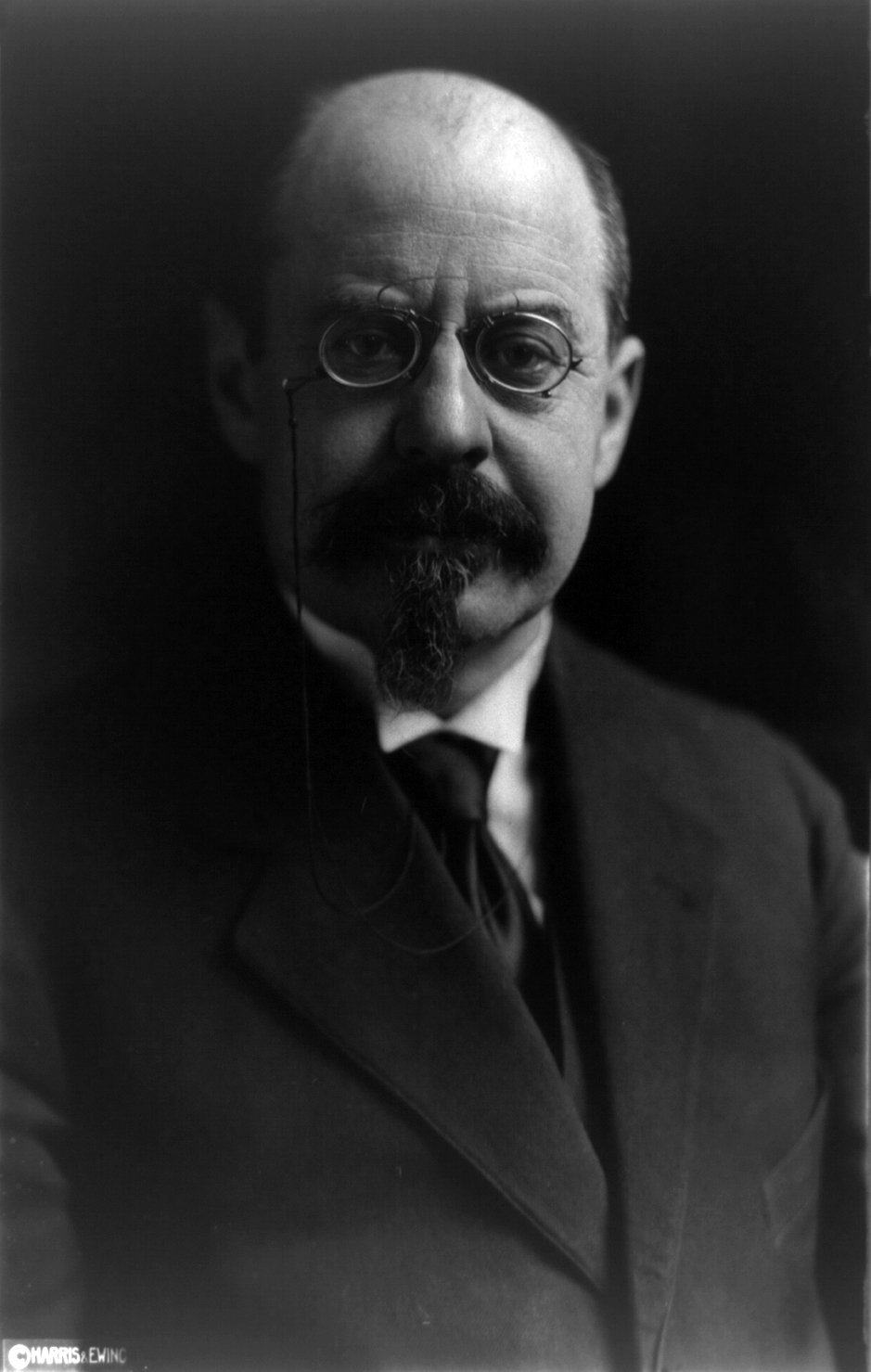
Emile Vandervelde

El Informe Casement comprende cuarenta páginas de los Documentos Parlamentarios, a las que se añaden otras veinte páginas de declaraciones individuales recogidas por Casement como Cónsul, incluyendo varios relatos sombríos de asesinatos, mutilaciones, secuestros y palizas crueles de la población nativa por parte de los soldados de la Administración del rey Leopoldo en el Congo. El gobierno británico envió copias del Informe al gobierno belga, así como a las naciones signatarias del Acuerdo de Berlín de 1885, en virtud del cual gran parte de África había sido dividida. El Parlamento Británico exigió una reunión de los catorce poderes firmantes para revisar el Acuerdo de Berlín de 1885.
Si bien el Informe se publicó como documento de mando en 1904 y se presentó ante las Cámaras del Parlamento, el original no se publicó en su totalidad hasta 1985, en un libro anotado por dos profesores belgas de historia del colonialismo.

El Parlamento belga, impulsado por el líder político socialista y estadista Emile Vandervelde y otros críticos de la política congoleña del rey, obligó al reacio Leopoldo II a crear una comisión de investigación independiente. Sus hallazgos confirmaron el informe de Casement en todos sus detalles. Esto condujo al arresto y castigo de funcionarios que habían sido responsables de asesinatos durante una expedición de recolección de caucho en 1903, incluyendo a un ciudadano belga que recibió una sentencia de cinco años por causar un tiroteo donde se produjeron al menos la muerte de 122 nativos congoleños.

## Disolución de la Asociación para la Reforma del Congo
A pesar de estos hallazgos, Leopoldo logró mantener el control personal del Congo hasta 1908, cuando el Parlamento de Bélgica anexó el Estado Libre del Congo y se hizo cargo de su administración como el Congo Belga. Sin embargo, el impulso final vino del sucesor de Leopoldo, el rey  Alberto I, y en 1912 la Asociación para la Reforma del Congo tuvo la satisfacción de disolverse.

## Otras maniobras diplomáticas de Roger Casement

### Conspiración indo-alemana

Franz von Papen, el Vicecanciller de Alemania bajo Adolfo Hitler en 1933-34. Papen fue clave en la organización de los envíos de armas

Durante la Primera Guerra Mundial, Casement es conocido por haber estado involucrado en la Conspiración indo-alemana, un plan respaldado por los  nacionalistas hindúes para ganar su independencia del Raj británico, antes la India británica, recomendando a Joseph McGarrity a Franz von Papen como intermediario. Esta colaboración irlandesa con los revolucionarios indios dio como resultado algunos de los primeros pero fallidos esfuerzos para el contrabando de armas a la India, incluyendo un intento en 1908 a bordo de un barco llamado SS Moraitis que zarpó de Nueva York hacia el Golfo Pérsico antes de ser registrado en Esmirna. Entre los involucrados en este enlace, y más tarde en la trama, se encontraban importantes republicanos irlandeses y nacionalistas irlandeses como John Devoy, Joseph McGarrity, Roger Casement, Éamon de Valera, Father Peter Yorke y Larry de Lacey. Estos contactos de preguerra establecieron efectivamente una red que el Ministerio de Asuntos Exteriores alemán aprovechó cuando comenzó la Primera Guerra Mundial en Europa. Los nacionalistas indios también pueden haber seguido la estrategia de Casement de tratar de reclutar prisioneros de guerra para luchar por la independencia de la India.

### Empresa anglo-peruana de caucho amazónico
En 1906 Casement se dirigía a Brasil, donde se convirtió en cónsul del Ministerio de Asuntos Exteriores en Santos, luego fue transferido a Pará, y por último fue promovido a cónsul general en Río de Janeiro, y fue asignado como representante consular a una comisión investigadora de la esclavitud del caucho por parte de la Anglo-Peruana Amazon Rubber Co, registrada en Gran Bretaña en 1908 y que contaba con un consejo de administración británico y numerosos accionistas. En septiembre de 1909, un periodista llamado Sidney Paternoster, escribió en Truth, una revista británica, sobre los abusos contra los trabajadores de la «PAC» y los colombianos de la competencia en la disputada región de la  Amazonía peruana.
Casement viajó hasta el Distrito de Putumayo, donde el caucho fue cosechado en las profundidades de la cuenca amazónica, y exploró el tratamiento de los pueblos indígenas locales en el  Perú. El área aislada estaba fuera del alcance del gobierno nacional y cerca de la frontera con Colombia -que jugó un papel importante en ese momento, con la construcción del Canal de Panamá,— Colombia hizo incursiones periódicas en la competencia por el caucho. Durante años, los pueblos indígenas han sido obligados a realizar trabajos no remunerados por el personal de campo de la Compañía Amazónica Angloperuana de Caucho, que ejerce un poder absoluto sobre ellos y los somete a casi inanición, a graves abusos físicos, a la violación de mujeres y niñas por parte de los gerentes y supervisores, a marcas y a asesinatos esporádicos. Casement encontró condiciones más inhumanas que las del Congo. Entrevistó tanto al  Putumayo como a los hombres que habían abusado de ellos, incluyendo a tres barbadenses que también habían sufrido las condiciones de la compañía. Cuando se publicó el informe, hubo indignación pública en Gran Bretaña por los abusos.

### Colaboración con el Imperio Alemán en la Primera Guerra Mundial

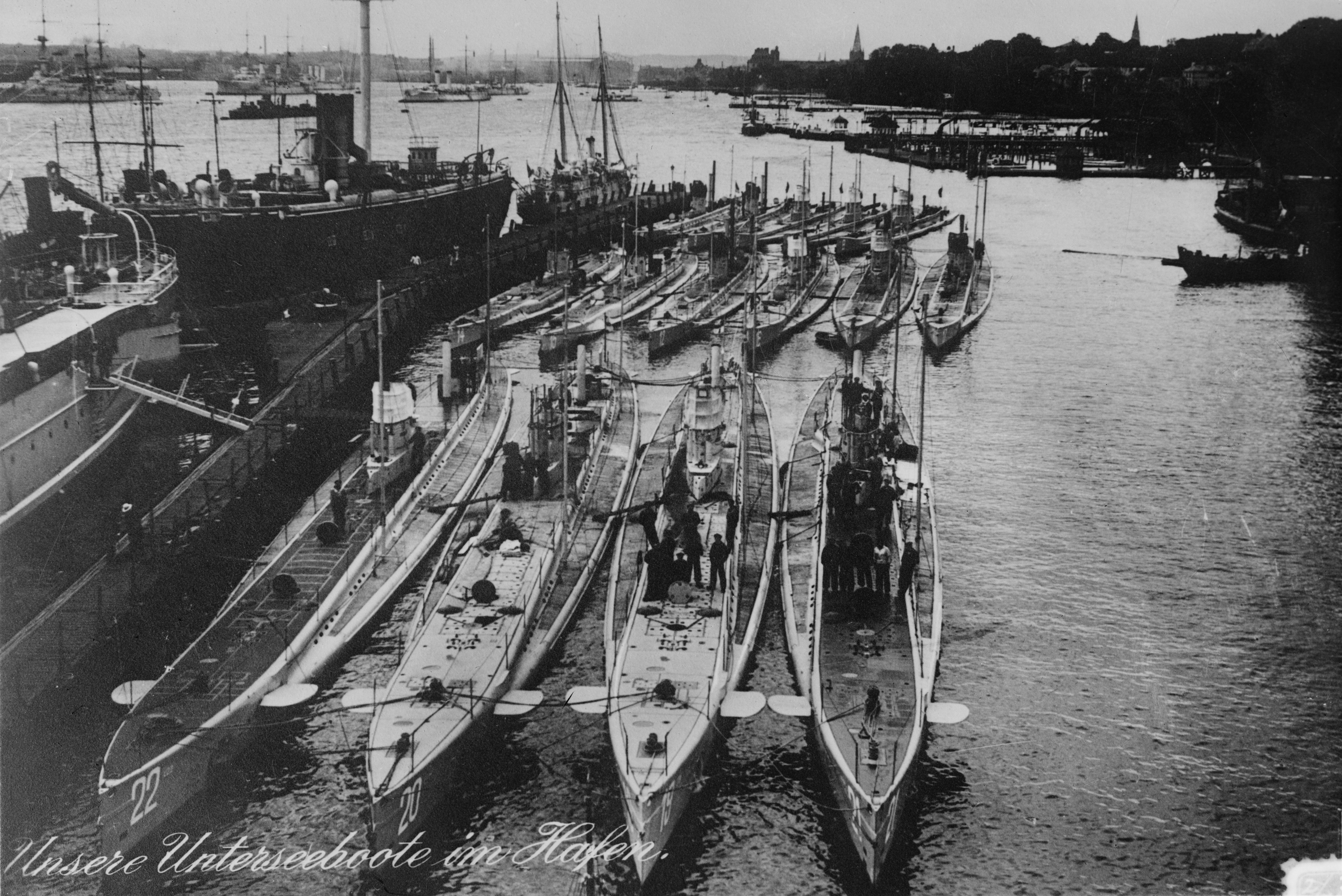
U-Boot Alemán Sub-19, segundo desde la derecha. c. 1914

En agosto de 1914, al estallar la Primera Guerra Mundial, Casement y John Devoy organizaron una reunión en Nueva York con el diplomático alemán de alto rango del hemisferio occidental, el conde Bernstorff, para proponer un plan mutuamente beneficioso: si Alemania vendía armas a los revolucionarios irlandeses y proporcionaba líderes militares, los irlandeses se rebelarían contra Inglaterra, desviando las tropas y la atención de la guerra con Alemania.
En 1916, los británicos habían interceptado comunicaciones alemanas procedentes de  Washington y sospechaban que iba a haber un intento de desembarcar cargamentos de armas en las costas irlandesas, aunque no conocían la ubicación exacta. El buque de armas SS Libau, disfrazado de barco mercante, bajo el mando del Capitán Karl Spindler, fue capturado por el HMS Bluebell a última hora de la tarde del Viernes Santo.
En la madrugada del 21 de abril de 1916, tres días antes de que comenzara la Semana Santa, el submarino alemán SM Sub-19 desembarcó en Banna Strand, en Tralee Bay, condado de Kerry. Casement sufría de una recurrencia de malaria que lo había asolado desde sus días en el Estado Libre del Congo, y demasiado débil para viajar, fue descubierto en el Fuerte McKenna en Rahoneen, Ardfert, y arrestado bajo cargos de traición.
Un grupo de congresistas irlandeses americanos con la ayuda de Joseph Tumulty (el secretario personal del presidente y católico irlandés) presentó una petición a Woodrow Wilson (de ascendencia escocés-irlandesa) de apoyar en el juicio Casement. Wilson estaba en medio de su campaña de reelección y contaba con el voto irlandés estadounidense. Los británicos que esperaban la intervención americana en la guerra, difícilmente podrían haber ignorado una súplica de Wilson. El 2 de mayo de 1916, Wilson escribió Tumulty: No tenemos elección en un asunto de este tipo. Es absolutamente necesario decir que no pude hacer nada al respecto.
El 3 de agosto de 1916 Casement fue ahorcado por traición, sabotaje y espionaje contra la Corona británica sobre la base de la colaboración con el Imperio Alemán.